# Teddy Newton
Teddy Newton (* 3. März 1964 in Encino) ist ein US-amerikanischer Animator, Regisseur und Schauspieler.

## Leben
Newton wuchs in Dana Point auf. Er besuchte das California Institute of the Arts und beendete seine Ausbildung Anfang der 1990er-Jahre. Anschließend arbeitete er unter anderem bei Walt Disney Productions und Dreamworks. Bei Warner Bros. arbeitete Newton an der Seite von Brad Bird unter anderem am Film Der Gigant aus dem All. Zunehmend war Newton auch selbstständig als Animator aktiv. Er produzierte den Film The Trouble with Lou, an dessen Drehbuch er auch mitschrieb, und war unter anderem als Drehbuchautor und Regisseur am Animationsfilm Boys Night Out beteiligt, der für einen Annie Award nominiert wurde.
Im Jahr 2002 ging Newton zu Pixar und entwarf unter anderem die Figuren des Films The Incredibles. Mit Brad Bird arbeitete er auch bei Ratatouille, Your Friend the Rat, Presto und Teilweise wolkig zusammen. Zudem lieh er zahlreichen Pixar-Animationsfiguren seine Stimme und trat in Kurzfilmen auch als Schauspieler in Erscheinung.
Als Drehbuchautor und Regisseur fungierte Newton im Kurzanimationsfilm Day & Night, für den er 2011 für einen Oscar nominiert wurde.

## Filmografie (Auswahl)
- 1995: 2 Stupid Dogs – The Rise and Fall of the Big Dog (Fernsehserie)
- 1996: Dexter’s Laboratory – Dee Dee’s Room (Fernsehserie)
- 1997: Loose Tooth
- 1999: Der Gigant aus dem All (The Iron Giant)
- 2001: Osmosis Jones
- 2001: The Trouble with Lou
- 2003: Boys Night Out
- 2004: Die Unglaublichen (The Incredibles)
- 2005: Jack-Jack Superbaby (Jack-Jack Attack) (Kurzfilm)
- 2007: Ratatouille
- 2007: Dein Freund, die Ratte (Your Friend the Rat) (Kurzfilm)
- 2008: Presto
- 2009: Oben (Up)
- 2009: Teilweise wolkig (Partly Cloudy)
- 2010: Day & Night
- 2018: Die Unglaublichen 2 (The Incredibles 2)
- 2018: Smallfoot – Ein eisigartiges Abenteuer (Smallfoot)
- 2019: The LEGO Movie 2 (The LEGO Movie 2: The Second Part)

## Auszeichnungen
Für Day & Night wurde Newton 2011 für einen Oscar in der Kategorie „Bester animierter Kurzfilm“ nominiert, konnte sich jedoch nicht gegen The Lost Thing durchsetzen.